# 杜萬瓜河
杜萬瓜河（Dwangwa River）是馬拉維的河流，發源自馬拉維的中部高原，朝東北方向流經古老河谷，河道全長約160公里，在新形成的峽谷處注入馬拉維湖。杜萬瓜河用作灌溉農作物和水力發電，有不少魚類在河中生活。